# Bruce Grocott
Bruce Joseph Grocot (né le 1er novembre 1940) est un homme politique du parti travailliste du Royaume-Uni. 

## Jeunesse
Grocott est né à Kings Langley près de Watford et fait ses études à l'Université de Leicester. Il obtient une maîtrise de Université de Manchester après avoir effectué des recherches sur le gouvernement local. Il est nommé au poste de chargé de cours, puis de maître de conférence au City of Birmingham College of Commerce (devenu Birmingham City University). Pendant ce temps, il est élu au conseil de district urbain de Bromsgrove. De 1972 à 1974, il est maître de conférences au North Staffordshire Polytechnic. 

## Carrière parlementaire
Sa première tentative de devenir député a eu lieu lors des élections de 1970, lorsqu'il se présente sans succès le Sud-Ouest du Hertfordshire. Il est ensuite sélectionné comme candidat et élu député de Lichfield et de Tamworth en octobre 1974 . Il est devenu secrétaire parlementaire privé du ministre des Gouvernements locaux et de la Planification, puis ministre de l'Agriculture . Il perd son siège aux élections générales de 1979 et rejoint Central Television en tant que présentateur et producteur, travaillant sur des programmes tels que Left, Right and Center, Central Lobby et Central Weekend. 
Il est réélu pour The Wrekin en 1987  et il est très peu de temps après nommé vice-président adjoint de la Chambre de Jack Cunningham avant de devenir conseiller du chef de l'opposition, Neil Kinnock et, plus tard, porte-parole des Affaires étrangères sous John Smith. Il est Secrétaire parlementaire privé de Tony Blair de 1994 à 2001. 
Il est transféré à Telford en 1997 lorsque The Wrekin est divisé. Il occupe ce siège jusqu'aux élections générales de 2001, lorsqu'il quitte la Chambre des communes. 

## Chambre des lords
Il est nommé pair à vie sous le titre de baron Grocott, de Telford, dans le comté de Shropshire, le 2 juillet 2001  rapidement promu au poste de whip du gouvernement à la Chambre des lords. De 2002 à 2008, il est whip en chef du gouvernement à la Chambre des lords ainsi que capitaine des messieurs d'armes, poste honorifique habituellement occupé par le whip en chef. En tant que whip en chef du gouvernement, il est admis au Conseil privé en 2002. Il encourage la poursuite de la réforme des Lords, y compris les tentatives d'abolir les élections partielles pour les pairs héréditaires . 
En octobre 2012, il est nommé chancelier de l'Université de Leicester, la première fois dans l'histoire de l'université qu'un ancien étudiant est nommé à ce poste. Il est installé chancelier lors de la cérémonie de remise des diplômes à DeMontfort Hall le 24 janvier 2013 . Son mandat prend fin en juillet 2018 et il est remplacé par David Willetts .   